# Firozkoh

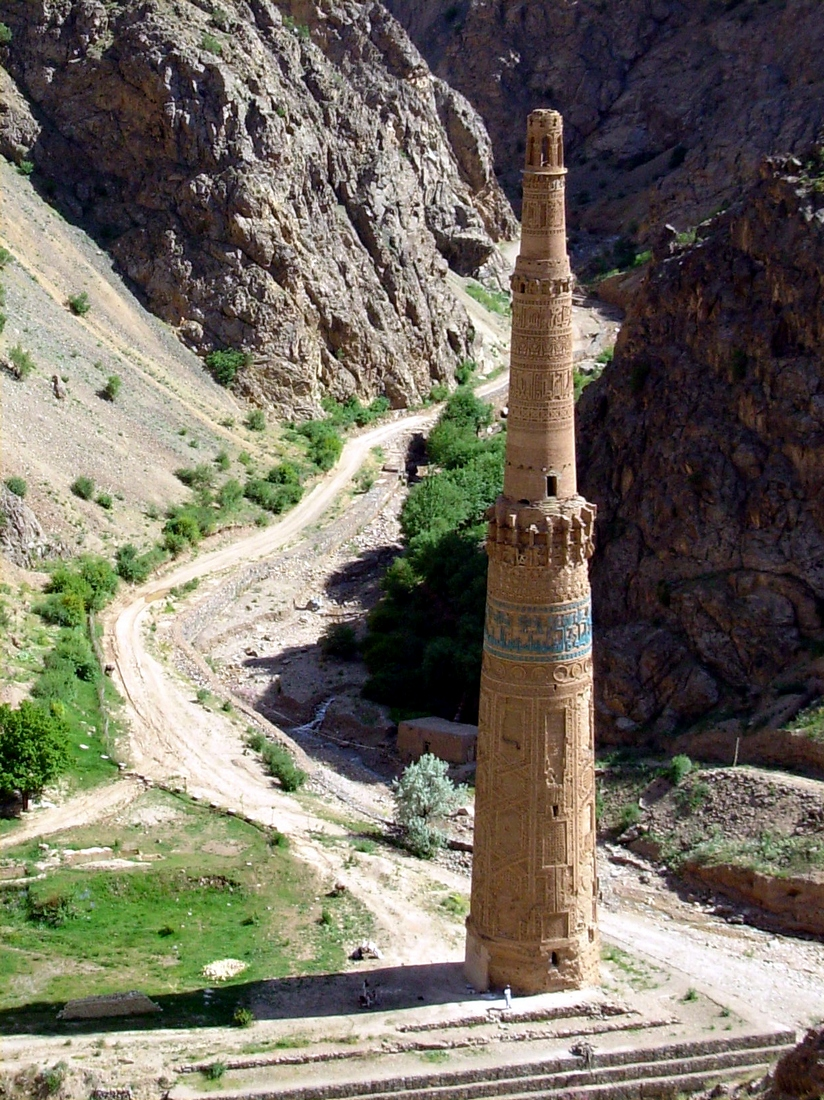
Minaret de Jam

Firozkoh o Firuzkoh (en persa : فیروزکوه, Fīrōzkōh), o Muntanya Turquesa, fou la capital d'estiu de l'Imperi gúrida, a la província de Ghur, al centre de l'actual Afganistan. Era una de les ciutats més grans de la seua època, però fou destruïda el 1223 després d'un setge de Tolui, fill de Genguis Kan. La ubicació de la ciutat es va perdre en la història. S'ha proposat que el minaret de Jam, al districte de Shahrak, província de Ghur, és l'únic vestigi que resta de la ciutat.

## Història
El sultanat gúrida va destacar el 1150 per Ala Al-Din Husayn, qui va enderrocar l'anterior dinastia gaznèvida, li va cremar la capital, Gazni, i en matà 60.000 habitants. Un historiador de la dinastia, Minhaj al-Siraj Juzjani, relata que els ciutadans supervivents de Gazni, empresonats, foren utilitzats per a transportar subministraments de construcció a Firozkoh. Juzjani també afirma que la sang dels presoners la barrejaven amb fang per a formar materials de construcció.
La ciutat havia estat fundada uns anys abans, el 1146, per un altre membre de la dinastia, el germà d'al-Din Husayn, Qutb al-Din Muhammad. Durant el regnat dels subsegüents sultans gúrides, Firozkoh continuà prosperant mentre la dinastia s'expandia. Firozkoh n'era la capital d'estiu, ja que els líders del sultanat gúrida eren seminòmades. La ciutat competia amb Herat com a centre d'art, literatura i teologia de l'Imperi gúrida. El 1199, el soldà Ghiyath al-Din ordenà a l'imperi que abandonàs la secta Karramiyya de l'islam a favor de la llei xafii. Aquesta decisió fou impopular entre els habitants de la ciutat i provocà aldarulls.
L'Imperi gúrida començà a decaure després de les successives morts de Ghiyath al-Din el 1203 i el seu successor Muizz al-Din Muhàmmad el 1206. Firozkoh, però, es va mantenir rica durant un temps. Juzjani deia que el tresor contenia "400 camells plens d'or en 800 cofres", tot i que aquesta afirmació pot no ser de confiança. El 1215, Firozkoh fou atacada i derrotada per Alà-ad-Din Muhàmmad. La ciutat es va rebel·lar contra el seu govern quan l'Imperi korezmita fou atacat pels mongols, que assetjaren la ciutat el 1220 abans de retirar-se al començament de l'hivern. El 1223, els mongols van tornar i obligaren el governant de la ciutat, Malik Mubariz al-Din, a anar-se'n a Herat. Els mongols després van arrasar la ciutat, segons Juzjani.
També es creu que la ciutat antiga era la llar d'una comunitat de comerciants hebreus, documentada per inscripcions en làpides aparegudes en la dècada dels 1950.